# Гонсало Мастріані
Гонсало Матіас Мастріані Борхес (нар. 28 квітня 1993) — уругвайський футболіст, нападник еквадорського клубу Барселона.

## Клубна кар'єра
Вихованець школи уругвайського клубу Серро. 2011 року дебютував в основному складі рідного клубу, загалом в сезоні 2011/2012 зіграв 30 матів, забив 12 м'ячів. 1 серпня 2013 року переїхав до Європи, підписавши контракт з італійською Пармою, однак відразу поїхав в оренду до Кротоне. Однак там в основному складі не закріпився, зігравши лише 5 матчів. Вже в зимове трансферне вікно Гонсало покинув Кротоне і поїхав до Словенії, де догравав сезон у складі клубу Гориця. Наступний сезон провів у Португалії, де захищав кольори Ольяненсе.
Не загравши в Італії повернувся додому, сезон 2015/2016 провів у клубі Рентістас, влітку 2016-го переїхав до Мексики, де грав у складі двох клубів. В сезоні 2017/2018 знову повернувся до Уругваю, де грав за Суд Америка та Бостон Рівер. В січні 2019-го підписав контракт з еквадорським Гуаякіль Сіті, де провів два сезони, забивши 27 м'ячів. В січні 2021 року перейшов до еквадорської Барселони.

## Виступи за збірну
У складі Молодіжної збірної Уругваю провів 5 матчів, забив 3 м'ячі.

## Титули і досягнення
- Володар Кубка Словенії (1):

Гориця: 2013-14
- Найкращий бомбардир Південноамериканського кубка (1):

Америка Мінейру: 2023